# Mijailo Verbitski
Myjaylo Verbitski (en ucraniano: Михайло Михайлович Вербицький) (4 de marzo de 1815-7 de diciembre de 1870) fue un compositor ucraniano, y un sacerdote greco-católico. Es famoso por haber compuesto una melodía alternativa a la canción Sche ne vmerla Ukraina (Ucrania no ha perecido) la cual se convirtió en el Himno Nacional de Ucrania.